# Eixo Transoceânico
O Eixo Transoceânico, também conhecido como Rodovia Transoceânica, Rota do Pacífico ou, em espanhol, Carretera Interoceânica,é um dos vários projetos de eixos viários criados pela IIRSA (Iniciativa para a Integração da Infraestrutura Regional Sul-Americana), e vai do Acre, no Brasil, até portos peruanos. A parte brasileira ficou pronta mais cedo; a parte peruana, que é a mais longa, teve dificuldades na construção, sobretudo em razão de chuvas e grandes deslizamentos de terra; grande altitute e ar rarefeito;  pontes estreitas e variações de temperatura (que pode variar de 15 graus negativos a 20 positivos num mesmo dia, prejudicando o maquinário).
A construção começou em 2001 e a pavimentação da rodovia foi concluída em dezembro de 2010. A partir de Porto Velho, Rondônia, são 777 km até a divisa entre Brasil e Peru. Partindo do lado peruano, na cidade de Iñapari, a estrada segue em direção ao litoral, porém, há uma ramificação oferecendo dois percursos diferentes para o escoamento dos produtos brasileiros através dos portos do Peru. Com essas duas opções, a estrada tem uma extensão de 1.226 km, de Iñapari até o porto de Ilo, ou 1.419 km, de Inãpari até o porto de Matarani. Outra opção seria continuar o percurso de Ilo até o porto de Arica (Chile), com um acréscimo de 219 km.
A rodovia atravessa a Floresta Amazônica e a Cordilheira dos Andes até alcançar o litoral peruano, constituindo um corredor de commodities dos produtos brasileiros para o mercado asiático.